# انقلاب الثاني عشر من ديسمبر (كوريا)
انقلاب الثاني عشر من ديسمبر (هانغل: 12.12 군사 반란) هو تمرد عسكري وقع في 12 ديسمبر 1979 في كوريا الجنوبية.

## التاريخ
أمر اللواء تشون دو هوان قائد جيش جمهورية كوريا، قائد قيادة الأمن الدفاعي،  بالتصرف وبدون تصريح من القائم بأعمال الرئيس تشوي كيو ها، بالقبض على الجنرال جيونج سيونج هوا، رئيس أركان جيش جمهورية كوريا، بناء على مزاعم. للتورط في اغتيال الرئيس السابق بارك تشونغ هي .
بعد إلقاء القبض على جيونج سيونج هوا، قام الفوج التاسع والعشرون من الفرقة التاسعة إلى جانب مع لواء القوات الخاصة الأول ولواء القوات الخاصة الثالث، بغزو وسط مدينة سيول لدعم فرقة مجموعة أمن العاصمة ال30 وال33 الموالية لتشون، ثم اندلعت سلسلة من الصراعات في العاصمة. كما ألقت القوات المتمردة القبض على اثنين من حلفاء جيونج، وهما اللواء جانج تاي وان (قائد قيادة أمن العاصمة بالجيش [الإنجليزية] ) واللواء جيونج بيونج جو (قائد قيادة الحرب الخاصة بالجيش). قُتل الرائد كيم أوه رانج، مساعد معسكر جيونج بيونج جو، أثناء تبادل إطلاق النار.
صباح اليوم التالي كانت وزارة الدفاع والمقر الرئيسي للجيش قد تم احتلالهما جميعًا. تشون وزملاؤه من خريجي الدفعة الحادية عشرة من الأكاديمية العسكرية الكورية، مثل اللواء روه تاي وو، القائد العام لفرقة المشاة التاسعة، واللواء جيونج هو يونج، كانوا مسؤولين عن الجيش الكوري. تم دعم تشون في الانقلاب وما تلا ذلك من توطيد السلطة من قبل نادي خاص قوي من المسؤولين العسكريين يسمى هاناهو .
أدى الانقلاب في الثاني عشر من ديسمبر وانقلاب السابع عشر من مايو إلى إنهاء جمهورية كوريا الجنوبية الرابعة وأدى إلى إنشاء جمهورية كوريا الجنوبية الخامسة . الانقلاب، إلى جانب مذبحة غوانغجو، هو المبرر الأساسي لاعتقال تشون عام 1995 من قبل إدارة كيم يونغ سام .

## أنظر أيضا
- انقلاب 7 مايو (كوريا الجنوبية)
- انتفاضة غوانغجو
- تاريخ كوريا الجنوبية
- حركة 30 سبتمبر